# Senglea Athletic FC
Senglea Athletic FC – maltański klub piłkarski, mający swoją siedzibę w mieście Isla (Senglea) w południowo-wschodniej części kraju.

## Historia
Chronologia nazw:
- 1906: Senglea Shamrocks FC
- 1932: Senglea United FC
- 1943: Senglea Athletic FC

Klub piłkarski Senglea Shamrocks F.C. został założony w miejscowości Isla (Senglea) w 1906 roku. W sezonie 1912/13 zespół startował w First Division, gdzie zajął 7.miejsce. W sezonie 1913/14 był szóstym, a potem grał w rozgrywkach lokalnych. W 1932 klub zmienił nazwę na Senglea United F.C., a 22 marca 1943 otrzymał obecną nazwę Senglea Athletic F.C..
Po wznowieniu rozgrywek po II wojnie światowej klub zaczął rywalizować w Second Division zorganizowanej przez Malta Football Association. Wielokrotnie zespół grał w najniższych dywizjach. Największe sukcesy miały miejsce w połowie lat 70., gdy klub awansował do drugiej dywizji, a następnie w 1975 do First Division. W sezonie 1975/76 osiągnął swój największy sukces zajmując 7.miejsce w końcowej klasyfikacji. W następnym sezonie 1976/77 zajął ostatnie 10.miejsce i spadł do Second Division. W sezonie 1980/81 zdobył mistrzostwo II dywizji i wrócił do I dywizji. Jednak powrót znów był nieudany. Przedostatnia 7.lokata w sezonie 1981/82 spowodowała kolejny spadek do II dywizji. W sezonie 2000/01 zajął drugie miejsce w Third Division i awansował do Second Division. W następnym sezonie 2001/02 zajął drugie miejsce i wywalczył promocję do First Division. Sezon 2008/09 zakończył na ostatnim 10.miejscu i został zdegradowany do Second Division. Po zakończeniu sezonu 2011/12 spadł do Third Division. W sezonie 2012/13 zdobył mistrzostwo III dywizji i wrócił do Second Division. Po dwóch latach gry w 2014/15 zajął trzecie miejsce w II dywizji i otrzymał promocję do First Division. W następnym sezonie 2015/16 znów był trzecim, ale w playoff nie potrafił zdobyć awans do najwyższej klasy. Dopiero w sezonie 2016/17 zdobył wicemistrzostwo I dywizji i zdobył promocję do Premier League.

## Sukcesy

### Trofea międzynarodowe
Nie uczestniczył w rozgrywkach europejskich (stan na 31-05-2017).

### Trofea krajowe
| \| \| Zdobyte trofea w rozgrywkach Malty (stan na: 31-05-2017) \| |                                                          |      |                  |
| Rozgrywki                                                         | Osiągnięcie                                              | Razy | Sezon(y)         |
| Mistrzostwo                                                       | I miejsce                                                | 0    |                  |
| Mistrzostwo                                                       | II miejsce                                               | 0    |                  |
| Mistrzostwo                                                       | III miejsce                                              | 0    |                  |
| Mistrzostwo                                                       | 7.miejsce                                                | 2    | 1975/76, 1981/82 |
| Puchar                                                            | zdobywca                                                 | 0    |                  |
| Puchar                                                            | finalista                                                | 1    | 1980/81          |
| II liga                                                           | I miejsce                                                | 1    | 1980/81          |
| II liga                                                           | II miejsce                                               | ?    | ...              |
| II liga                                                           | III miejsce                                              | ?    | ...              |
| Malta                                                             | Zdobyte trofea w rozgrywkach Malty (stan na: 31-05-2017) |      |                  |

- Second Division:
  - wicemistrz (1x): 2001/02

## Stadion
Klub rozgrywa swoje mecze domowe na stadionie narodowym Ta’ Qali Stadium w Ta’ Qali, który może pomieścić 17000 widzów. Również rozgrywa swoje mecze na 31 ta' Mejju 1981 w Il-Ponta.